# Kurobe AquaFairies 2018-2019
Questa voce raccoglie le informazioni riguardanti le Kurobe AquaFairies nella stagione 2018-2019.

## Organigramma societario
Area direttiva
- Presidente: Koichi Iida

Area tecnica
- Allenatore: Takaya Maruyama
- Assistente allenatore: Yoshiya Takeda, Masafumi Takenaka
- Scoutman: Yuka Hara

## Rosa
| N° | Nome             | Ruolo | Data di nascita   | Nazionalità sportiva |
| -- | ---------------- | ----- | ----------------- | -------------------- |
| 1  | Saki Maruyama    | O     | 23 dicembre 1991  | Giappone             |
| 2  | Natsuno Kurami   | C     | 10 maggio 1993    | Giappone             |
| 3  | Nanami Wasai     | S     | 15 luglio 1991    | Giappone             |
| 4  | Yurika Banba     | L     | 16 settembre 1991 | Giappone             |
| 5  | Mayuka Shirasaki | L     | 2 maggio 1994     | Giappone             |
| 6  | Natsumi Watabiki | C     | 24 giugno 1995    | Giappone             |
| 7  | Kozue Yukimaru   | C     | 13 ottobre 1994   | Giappone             |
| 8  | Mizuki Minami    | P     | 19 febbraio 1993  | Giappone             |
| 9  | Sayo Masuda      | S     | 7 ottobre 1997    | Giappone             |
| 10 | Naomi Kanno      | O     | 16 aprile 1989    | Giappone             |
| 11 | Rina Hiratani    | S     | 10 agosto 1992    | Giappone             |
| 12 | Akane Ukishima   | S     | 10 giugno 1996    | Giappone             |
| 13 | Yuri Umezu       | S     | 23 agosto 2000    | Giappone             |
| 14 | Aya Hosonuma     | C     | 25 maggio 2000    | Giappone             |
| 15 | Ai Konishi       | P     | 27 maggio 1995    | Giappone             |
| 16 | Hikaru Hoshika   | P     | 13 agosto 1996    | Giappone             |
| 17 | Ranna Shiraiwa   | S     | 21 settembre 1996 | Giappone             |
| 19 | Freya Aelbrecht  | C     | 19 febbraio 1990  | Belgio               |

## Statistiche

### Statistiche dei giocatori
| Giocatrice   | V.League Division 1 | V.League Division 1 | V.League Division 1 | V.League Division 1 | V.League Division 1 |
| Giocatrice   | P                   | PT                  | AV                  | MV                  | BV                  |
| ------------ | ------------------- | ------------------- | ------------------- | ------------------- | ------------------- |
| F. Aelbrecht | 22                  | 239                 | 196                 | 35                  | 8                   |
| Y. Banba     | 22                  | 0                   | 0                   | 0                   | 0                   |
| R. Hiratani  | 22                  | 282                 | 259                 | 17                  | 6                   |
| H. Hoshika   | 22                  | 1                   | 0                   | 0                   | 1                   |
| A. Hosonuma  | -                   | -                   | -                   | -                   | -                   |
| N. Kanno     | 12                  | 0                   | 0                   | 0                   | 0                   |
| A. Konishi   | -                   | -                   | -                   | -                   | -                   |
| N. Kurami    | 22                  | 58                  | 46                  | 9                   | 3                   |
| S. Maruyama  | 22                  | 165                 | 136                 | 21                  | 8                   |
| S. Masuda    | 22                  | 14                  | 13                  | 0                   | 1                   |
| M. Minami    | 22                  | 18                  | 7                   | 8                   | 3                   |
| R. Shiraiwa  | 10                  | 7                   | 6                   | 0                   | 1                   |
| M. Shirasaki | 22                  | 5                   | 2                   | 1                   | 2                   |
| Y. Umezu     | -                   | -                   | -                   | -                   | -                   |
| A. Ukishima  | 22                  | 91                  | 84                  | 2                   | 5                   |
| N. Wasai     | 22                  | 231                 | 207                 | 13                  | 11                  |
| N. Watabiki  | 22                  | 3                   | 2                   | 1                   | 0                   |
| K. Yukimaru  | 22                  | 97                  | 80                  | 15                  | 2                   |

P = presenze; PT = punti totali; AV = attacchi vincenti; MV = muri vincenti; BV = battute vincenti

NB: Non sono disponibili i dati relativi alla Coppa dell'Imperatrice, al Torneo Kurowashiki e di conseguenza quelli totali